# Татев, Иван Фёдорович
Князь Иван Фёдорович Татев (ум. 1634) — рында, стольник и воевода во времена правления Михаила Фёдоровича.
Из княжеского рода Татевых, Рюрикович в XXI колене. Единственный сын князя и воеводы Фёдора Андреевича Татева

## Биография
В  1613 году в качестве выборного дворянина подписал грамоту об избрании на престол царя Михаила Фёдоровича.   В 1616 году стольник без поместного оклада. В 1624 году рында при Государе, тогда же местничал с князем Юрием Андреевичем Звенигородским. В 1627 году первый воевода Передового полка в Дедилове и когда он в октябре был отпущен, на его место заступил 2-й воевода Степан Лукьянович Хрущов, против которого заместничали дворяне Сухотины. Было назначено разбирательство, на котором, ещё не уехавший князь Иван Фёдорович дипломатично выступил, что ссоры Хрущова с Сухотиными не слышал. В 1627-1629 годах дворянин московский. В 1631-1634 годах первый воевода в Томске.
Убит в Можайске († 02 июня 1634), погребён в Троице-Сергиевой лавре, о чём свидетельствовала надпись на надгробном камне: "Князь Иван Фёдорович Татев представился 7142 (1634) году июня во 2 день".

## Семья
Жена: Евдокия Ивановна №, от брака с которой имели дочь княжну Авдотью Ивановну, которая в 1636 году вместе с сыном Степаном продала выслуженную вотчину мужа деревни Грибаново, Середнее, Матрёнино и другие в Спасской волости Галичского уезда.
Сын князь Татев Степан Иванович — чашник, стольник и воевода, последний представитель мужского пола князей Татевы, со смертью которого прекратился княжеский род.